# Andrew Triggs Hodge
Andrew Triggs Hodge, MBE (* 3. března 1979, Aylesbury, Spojené království) je britský veslař.
Byl členem posádky čtyřky bez kormidelníka, která na olympijských hrách 2008 a 2012 získala zlatou medaili. Je též mistrem světa z roku 2005 a 2006 na čtyřce bez kormidelníka.